# 11. prosinec
11. prosinec je 345. den roku podle gregoriánského kalendáře (346. v přestupném roce). Do konce roku zbývá 20 dní.

## Události

### Česko
- 1938 – Sociálně demokratická strana a část strany národně socialní se spojily v nové uskupení, nazvané Národní strana práce.
- 1949 – Číhošťský zázrak: v kostele v obci Číhošť se během kázání faráře Josefa Toufara několikrát vychýlil krucifix nad svatostánkem, což se stalo záminkou k zásahu StB.
- 1970 – Při železniční nehodě u Řikonína na Brněnsku zahynulo 31 osob.
- 1973 – Byla podepsána Smlouva o vzájemných vztazích mezi ČSSR a Spolkovou republikou Německo, v níž byla mnichovská dohoda prohlášena za nulitní.
- 2006 – Akcie nejvýkonnější české dominantní firmy ČEZ poprvé na Burze cenných papírů v Praze prolomily při vzrůstu hranici 1000 Kč.
- 2012 – Automobilka Škoda Auto představila veřejnosti třetí generaci svého nejprodávanějšího modelu Škoda Octavia.

### Svět
- 1572 – Španělské vojsko začíná s obléháním holandského Haarlemu
- 1599 – Nizozemský admirál Jacob Cornelisz van Neck odplul z Jávy s obrovským nákladem pepře, hřebíčku a muškátu
- 1794 — V Paříži byla otevřena první veřejná zoologická zahrada na světě: Ménagerie du Jardin des plantes (česky Zvěřinec Botanické zahrady).
- 1941 – Německo a Itálie vyhlásily válku USA.
- 1946 – Byl založen Mezinárodní dětský fond neodkladné pomoci (UNICEF).
- 1960 – Začal postupný sesuv zeminy v Handlové na Slovensku, který během 6 měsíců zničil 150 domů a další poškodil.
- 1972 – Apollo 17 přistálo na Měsíci.
- 1994 – Vypukla první válka v Čečensku.
- 1998 – Byla vypuštěna vesmírná sonda Mars Climate Orbiter.
- 2002 – Nová varianta rakety Ariane 5 musela být krátce po startu zničena.
- 2016 – Ve Švýcarských Alpách byl zprovozněn Gotthardský tunel - nejdelší (57,1 km) a nejhlubší (2,3 km) železniční tunel na světě.

## Narození

### Česko
- 1742 – František Josef Schwoy, historiograf, topograf a genealog († 10. října 1806)
- 1816 – Bedřich Silva-Tarouca, kněz, malíř, sběratel umění († 23. června 1881)
- 1818 – Emanuel von Proskowetz starší, rakouský průmyslník a politik († 25. prosince 1909)
- 1820 – Karel Ferdinand Bellmann, český, německy hovořící zvonař († 1893)
- 1839 – Eduard Knoll, poslanec Českého zemského sněmu a starosta Karlových Varů († 24. listopadu 1890)
- 1840 – Emanuel Bořický, mineralog a geolog († 26. ledna 1881)
- 1841 – Titus Krška, zakladatel prvního dobrovolného sboru hasičů († 25. října 1900)
- 1852 – Alois Sedláček, český herec († 23. července 1922)
- 1863 – Antonín Sládek, politik († 14. prosince 1939)
- 1878 – Vilibald Mildschuh, český ekonom a statistik († 24. ledna 1938)
- 1886 – Božena Laglerová, první česká pilotka († 8. října 1941)
- 1898 – František Škvor, český dirigent a hudební skladatel († 21. května 1970)
- 1900 – Hermína Týrlová, scenáristka, režisérka a animátorka († 3. května 1993)
- 1901 – Jaroslav Marvan, český herec († 21. května 1974)
- 1916 – Miloš Šolle, archeolog († 14. listopadu 2004)
- 1919 – Vasil Kobulej, československý voják († 14. ledna 1999)
- 1920 – Václav Šaffránek, vysokoškolský student a studentský funkcionář popravený nacisty († 17. listopadu 1939)
- 1923 – Robert Kalivoda, filozof a historik († 6. prosince 1989)
- 1924 – Luboš Pistorius, český divadelní režisér a dramaturg († 9. února 1997)
- 1925 – Stanislav Kolíbal, sochař
- 1927 – Jan Žbánek, malíř, ilustrátor, grafik a typograf
- 1930 – Štěpánka Mertová, atletka, diskařka († 20. září 2004)
- 1935 – Eduard Schmidt, fyzik, rektor Masarykovy univerzity v Brně
- 1939 – Antonín Drábek, básník, spisovatel a vydavatel
- 1943 – Pavel Major, český malíř, ilustrátor, grafik a pedagog
- 1945 – Luděk Zahradníček, český biochemik, politik a diplomat
- 1950 – Vladimír Mikulka, český kytarista
- 1961 – Vlastimil Šantroch, český básník a publicista
- 1958 – Regina Maršíková, česká tenistka
- 1969 – Michal Hocek, český profesor chemie a biochemie
- 1975 – Martin Prusek, český hokejový brankář
- 1985 – Zdeněk Štybar, český cyklokrosař a silniční cyklista

### Svět

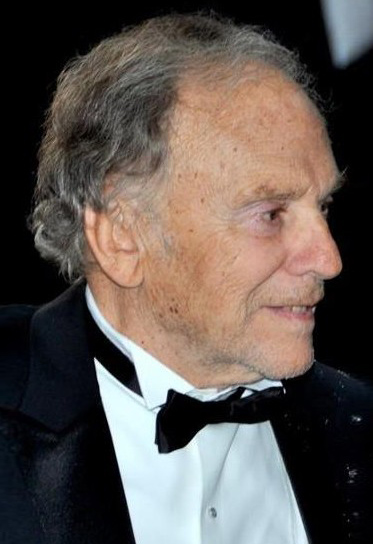
Jean-Louis Trintignant (* 1930)

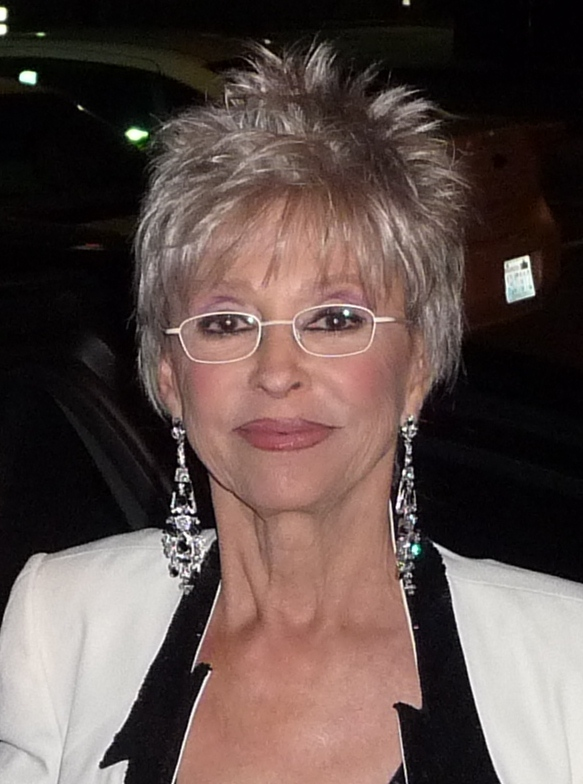
Rita Moreno (* 1931)

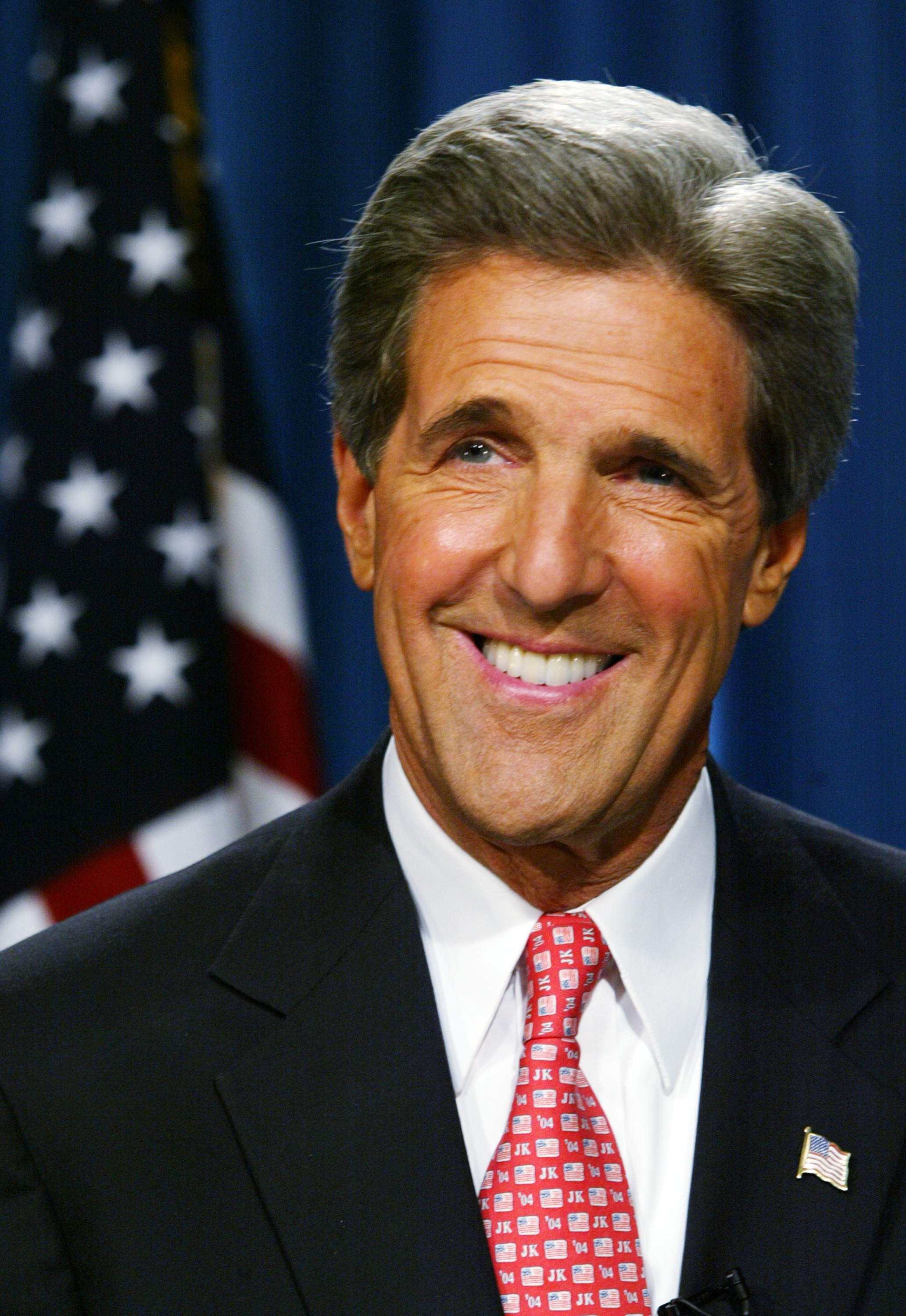
John Kerry (* 1943)

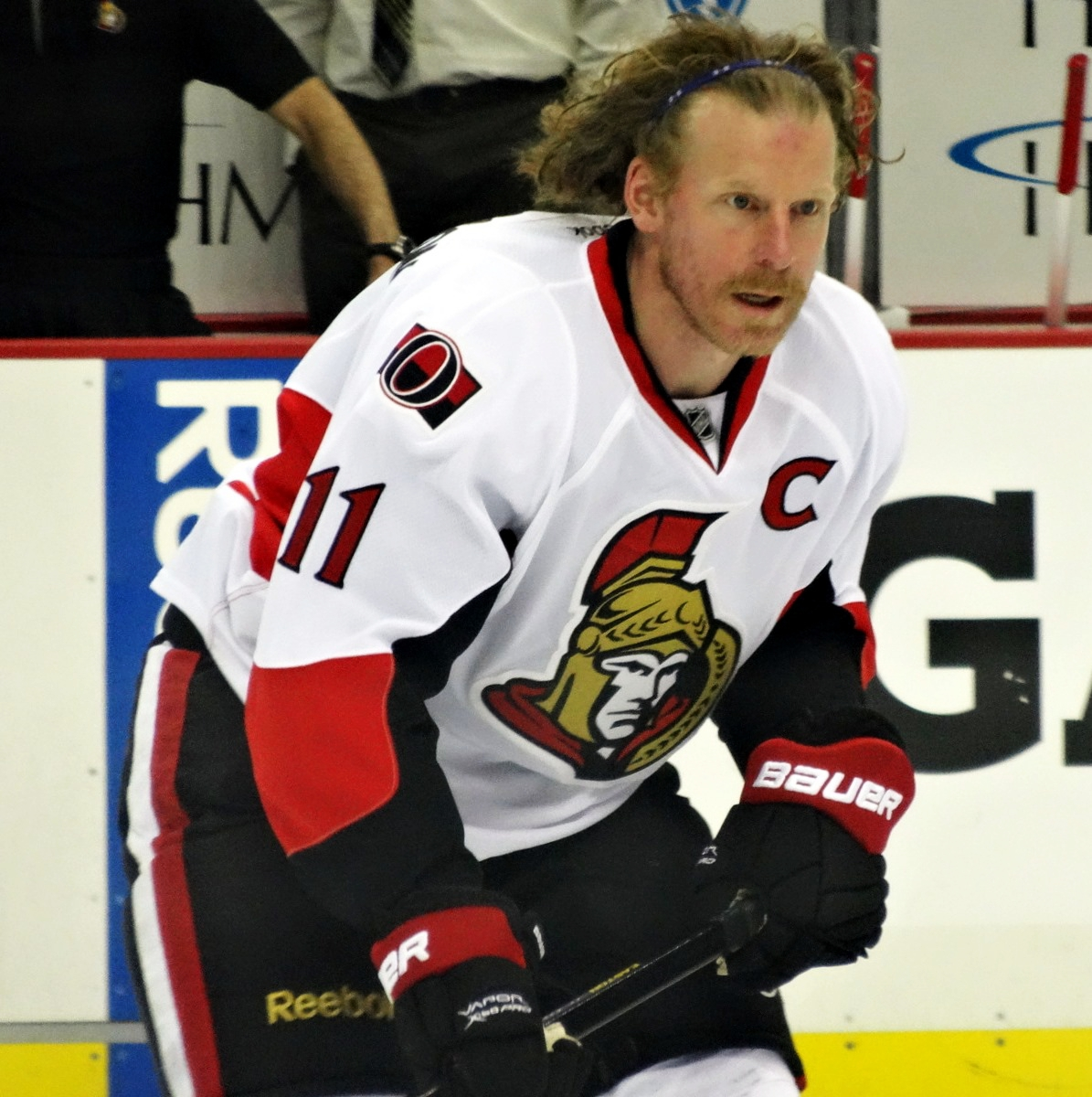
Daniel Alfredsson (* 1972)

- 1465 – Jošihisa Ašikaga, japonský vládce († 26. dubna 1489)
- 1475 – Lev X., 217. papež († 1521)
- 1668 – Apostolo Zeno, italský básník, libretista a novinář († 11. listopadu 1750)
- 1702 – Fridrich Vilém Haugwitz, rakouský politik († 11. září 1765)
- 1709 – Luisa Alžběta Orleánská, španělská královna, manželka Ludvíka I. († 16. června 1742)
- 1715 – Johann Valentin Tischbein, německý malíř († 24. dubna 1768)
- 1724 – Karel Teodor Falcký, falcký kurfiřt a bavorský vévoda († 16. ledna 1799)
- 1733 – Leopoldina ze Šternberka, kněžna z Lichtenštejna († 1. března 1809)
- 1781 – David Brewster, skotský fyzik a matematik († 10. února 1868)
- 1792 – Joseph Mohr, rakouský kněz, autor textu koledy Tichá noc († 4. prosince 1848)
- 1803 – Hector Berlioz, francouzský hudební skladatel († 1869)
- 1810 – Alfred de Musset, francouzský básník, prozaik a dramatik († 2. května 1857)
- 1817 – Alexander Hamilton-Gordon, skotský generál a politik († 18. května 1890)
- 1822 – Karl Heinrich Weizsäcker, německý protestantský teolog († 13. srpna 1899)
- 1823 – Charles Fredricks, americký portrétní fotograf († 25. května 1894)
- 1826 – William Henry Waddington, francouzský numismatik, archeolog a politik († 13. ledna 1894)
- 1830 – Kamehameha V., havajský král († 11. prosince 1872)
- 1838 – Emil Rathenau, německý vynálezce a průmyslník († 20. června 1915)
- 1843 – Robert Koch, německý lékař a zakladatel bakteriologie († 27. května 1910)
- 1856 – Ferdinand von Scholz, generálmajor rakousko-uherské armády († 16. dubna 1922)
- 1857 – Georgij Plechanov, ruský politik a filozof († 30. května 1918)
- 1858 – Vladimir Ivanovič Němirovič-Dančenko, ruský režisér, divadelní ředitel a dramatik. († 1943)
- 1863 – Annie Jump Cannonová, americká astronomka († 1941)
- 1875
  - Jehuda Lejb Majmon, izraelský politik († 10. července 1962)
  - Carl Jörns, německý cyklista a automobilový závodník († 19. července 1969)
- 1876 – Mieczysław Karłowicz, polský hudební skladatel († 8. února 1909)
- 1877 – Paul Rosenhayn, autor detektivních románů († 11. září 1929)
- 1882
  - Max Born, německý matematik a fyzik, nositel Nobelovy cenu za fyziku († 5. ledna 1970)
  - Fiorello H. La Guardia, starosta New Yorku († 20. září 1947)
- 1890 – Carlos Gardel, argentinský zpěvák tanga († 24. června 1935)
- 1897 – Ladislav Dérer, slovenský lékař († 1960)
- 1898 – Wilhelm Keilhaus, nacistický generál († 10. ledna 1977)
- 1901 – Michael Oakeshott, anglický filozof a politolog († 19. prosince 1990)
- 1902 – Alfred Edward Rosé, rakouský hudební skladatel († 7. května 1975)
- 1905 – Eugen Fink, německý filosof († 25. června 1975)
- 1908 – Manoel de Oliveira, portugalský filmový režisér († 2. dubna 2015)
- 1910 – Paľo Bielik, slovenský herec, filmový režisér a scenárista († 1983)
- 1911 – Nagíb Mahfúz, egyptský romanopisec, Nobelova cena za literaturu 1988 († 30. srpna 2006)
- 1912 – Carlo Ponti, italský filmový producent († 10. ledna 2007)
- 1913 – Jean Marais, francouzský herec (†8. listopadu 1998)
- 1914 – Friedhelm Kemp, německý spisovatel a překladatel († 3. března 2011)
- 1916 – Juraj Bartoš, slovenský tenista († 1983)
- 1918 – Alexandr Isajevič Solženicyn, ruský spisovatel, publicista a politický činitel, nositel Nobelovy ceny za literaturu za rok 1970 († 3. srpna 2008)
- 1919 – Paavo Aaltonen, finský gymnasta, olympijský vítěz († 9. září 1962)
- 1924
  - Charles Bachman, americký informatik
  - Giovanni Saldarini, italský kněz, arcibiskup Turína, kardinál († 18. dubna 2011)
- 1925 – Paul Greengard, americký neurobiolog, nositel Nobelovy ceny za fyziologii nebo lékařství († 13. dubna 2019)
- 1930 – Jean-Louis Trintignant, francouzský herec († 17. června 2022)
- 1931
  - Rita Moreno, americká herečka, tanečnice a zpěvačka
  - Osho, indický duchovní učitel, mystik a guru († 19. ledna 1990)
- 1934 – Jürgen Becker, německý evangelický teolog
- 1935 – Pranab Mukherdží, 13. prezident Indie
- 1936 – Hans van den Broek, nizozemský politik a bývalý evropský komisař († 22. února 2025)
- 1937 – Sokrat Džindžolija, předseda rady ministrů Abcházie
- 1938 – McCoy Tyner, americký jazzový pianista († 6. března 2020)
- 1940 – David Gates, americký zpěvák a skladatel
- 1942 – Karen Susmanová, americká tenistka, wimbledonská vítězka
- 1943
  - Alain de Benoist, francouzský myslitel
  - John Kerry, ministr zahraničí USA
- 1946 – Martin Stone, britský kytarista
- 1948 – Chester Thompson, americký bubeník
- 1949 – Jarýk Stejskal, slovenský horolezec českého původu
- 1950 – Eirug Wyn, velšský romanopisec († 25. dubna 2004)
- 1951
  - Spike Edney, britský hudebník
  - Mazlan Othmanová, astrofyzička původem z Malajsie
  - Ria Stalmanová, nizozenmská atletka, olympijská vítězka v hodu diskem
- 1958
  - Cornelia Funkeová, německá spisovatelka knih pro děti a ilustrátorka
  - Nikki Sixx, americký hudebník, baskytarista, fotograf
- 1961 – Darryl Jones, americký baskytarista
- 1972 – Daniel Alfredsson, švédsky hokejista
- 1975 – Samantha Maloney, americká bubenice
- 1979 – Barbara Haščáková, slovenská zpěvačka († 22. listopadu 2023)
- 1983 – Brendan Christian, atlet Antiguy a Barbudy
- 1990 – Alexa Demie, americká herečka
- 1996 – Hailee Steinfeld, americká herečka

## Úmrtí

### Česko
- 1528 – Lukáš Pražský (* přibližně 1460)
- 1889 – Wenzel Seifert, český politik německé národnosti (* 23. září 1813)
- 1899 – Jan Evangelista Kosina, český spisovatel (* 22. prosince 1827)
- 1903 – Jan Kruliš, architekt a stavební podnikatel (* 24. června 1829)
- 1909 – Bohumil Matějka, český spisovatel a historik (* 11. června 1867)
- 1934 – Josef Kalus, frenštátský básník a spisovatel (* 6. února 1855)
- 1935
  - Jan Prokeš, ostravský politik (* 28. května 1873)
  - Václav Boleslav Janda, český varhaník a skladatel (* 20. září 1852)
- 1945 – Rudolf Jung, československý politik, významný člen NSDAP (* 16. dubna 1882)
- 1947 – Aleksander Stavre Drenova, albánský básník (* 11. dubna 1872)
- 1948 – Felix Časný, československý politik (* 28. prosince 1864)
- 1957 – Anna Perthen, československá německé národnosti (* 22. prosince 1866)
- 1962 – Rudolf Lodgman, československý politik německé národnosti (* 21. prosince 1877)
- 1970 – Božena Havlová, výtvarnice a módní návrhářka (* 15. února 1913)
- 1971 – Karel Konrád, český spisovatel (* 28. března 1899)
- 1979 – Rudolf Černý, spisovatel (* 14. dubna 1905)
- 1995 – Jiří Lehovec, dokumentarista, filmový režisér a fotograf (* 3. ledna 1909)
- 1999
  - Ladislav Kozderka, skladatel, dirigent a klavírista (* 2. března 1913)
  - Bohumil Vít Tajovský, opat Želivského kláštera a oběť komunismu (* 3. března 1912)
- 2000 – Josef Jirka, československý hokejový reprezentant, politický vězeň (* 3. února 1926)
- 2001 – Zdeněk Dítě, český herec (* 19. listopadu 1920)
- 2004
  - Antonín Kratochvil, literární badatel, publicista a exilový aktivista (* 31. srpna 1924)
  - Karel Vrána, katolický teolog a filosof (* 24. srpna 1925)
- 2006 – Jiří Hanke, československý fotbalový reprezentant (* 12. prosince 1924)
- 2010 – Vladislav Zadrobílek, český spisovatel a hermetik (* 14. listopadu 1932)
- 2012
  - Josef Klán, český operní pěvec (bas) (* 8. února 1935)
  - Antonie Hegerlíková, česká herečka (* 27. listopadu 1923)

### Svět

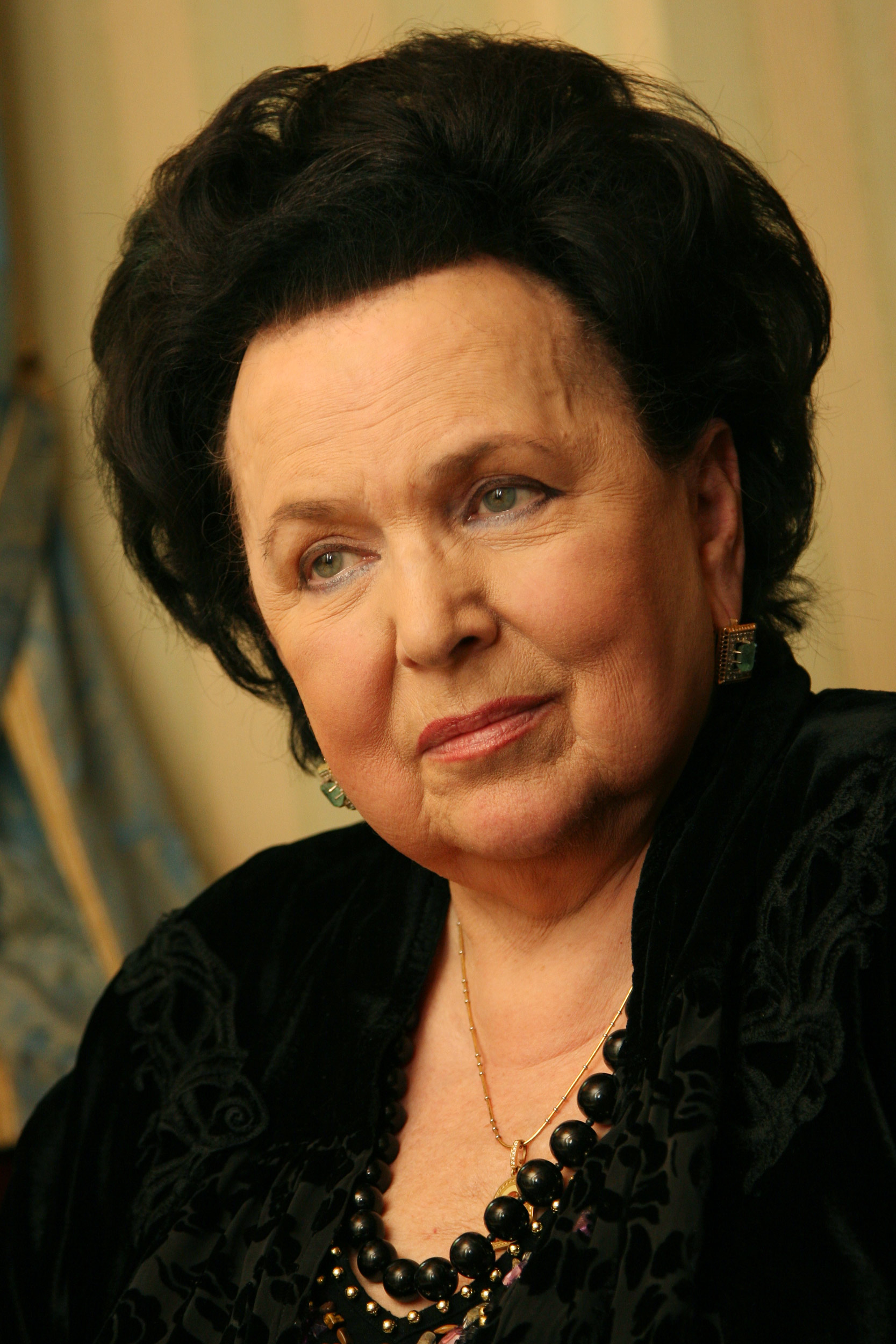
Galina Višněvskaja († 2012)

- 0384 – Svatý Damasus I., papež (* 304 ?)
- 0711 – Justinián II., byzantský císař (* 669)
- 1241 – Ögedej, třetí syn Čingischána (* ? 1186)
- 1282
  - Llywelyn ap Gruffydd, princ waleský (* 1173)
  - Michael VIII. Palaiologos, nikájský a byzantský císař (* 1224)
- 1344 – Fridrich II. Habsburský, syn vévody Oty Veselého (* 10. února 1327)
- 1474 – Jindřich IV. Kastilský, kastilský král (* 5. ledna 1425)
- 1581 – Marie Habsburská, dcera císaře Ferdinanda I. Habsburského (* 15. května 1531)
- 1582 – Fernando Álvarez de Toledo, 3. vévoda z Alby, španělský generál a nizozemský guvernér (* 29. října 1507)
- 1610 – Adam Elsheimer, německý malíř (pokřtěn 18. března 1578)
- 1669 – Anna Marie Meklenbursko-Schwerinská, německá šlechtična (* 1. července 1627)
- 1686 – Ludvík II. Bourbon-Condé, francouzský šlechtic a vojevůdce (* 8. září 1621)
- 1708 – Hedvika Žofie Švédská dcera švédského krále Karla XI. (* 26. června 1681)
- 1744 – Jan Rudolf Bys, švýcarský barokní malíř (* 11. května 1660)
- 1752 – Adolf Fridrich III. Meklenbursko-Střelický, meklenbursko-střelický vévoda (* 7. června 1686)
- 1756 – Marie Amálie Habsburská, česká královna a římská císařovna (* 22. října 1701)
- 1784 – Andrej Ivanovič Lexell, ruský astronom (* 24. prosince 1740)
- 1814 – Marie-Louise O'Murphy, francouzská kurtizána, milenka krále Ludvíka XV. (* 21. října 1837)
- 1817 – Maria Walewska, milenka Napoleona Bonaparte a matka jeho syna Alexandra (* 7. prosince 1786)
- 1826 – Marie Leopoldina Habsbursko-Lotrinská, brazilská císařovna (* 1797)
- 1828 – Sineperver Sultan, manželka osmanského sultána Abdulhamida I. a matka sultána Mustafy IV. (* 1761)
- 1854 – Johann Baptist Chiari, rakouský porodník a gynekolog (* 15. června 1817)
- 1872 – Kamehameha V., havajský král (* 11. prosince 1830)
- 1901 – Wilhelm Bogusławski, polský právník a historik (* 1825)
- 1903
  - Heinrich Tønnies, dánský fotograf (* 10. května 1825)
  - Martin Hattala, slovenský jazykovědec (* 1821)
- 1905 – Rahime Perestu Sultan, manželka osmanského sultána Abdulmecida I. a Valide Sultan (* 1826)
- 1918 – Ivan Cankar, slovinský spisovatel (* 10. května 1876)
- 1924 – Johann von Chlumecký, předlitavský státní úředník a politik (* 23. března 1834)
- 1937 – Mamija Dmitrijevič Orachelašvili, gruzínský bolševický politik (* 10. června 1883)
- 1938 – Christian Lous Lange, norský historik a politolog (* 17. září 1869)
- 1941 – Émile Picard, francouzský matematik (* 24. července 1856)
- 1942 – Jochen Klepper, německý teolog, žurnalista a spisovatel (* 22. března 1903)
- 1945 – Charles Fabry, francouzský fyzik (* 1867)
- 1958 – Hana Gregorová, slovenská spisovatelka (* 1885)
- 1964
  - Alma Mahlerová, rakouská spisovatelka (* 1879)
  - Sam Cooke, americký zpěvák (* 22. ledna 1931)
- 1965 – George Constantinescu, rumunský konstruktér zbraní (* 4. října 1881)
- 1978 – Vincent du Vigneaud, americký biochemik, Nobelova cena za chemii 1955 (* 18. května 1901)
- 1980
  - Viktorie Luisa Pruská, dcera posledního německého císaře Viléma II. (* 13. září 1892)
  - Josep Llorens i Artigas, katalánský keramik a umělecký kritik (* 16. června 1892)
- 1981 – Terry Jennings, americký hudební skladatel (* 19. července 1940)
- 1991 – Artur Lundkvist, švédský spisovatel (* 3. března 1906)
- 1996 – Erich Zöllner, rakouský historik (* 25. června 1916)
- 1997 – Roger Brown, americký psycholog (* 14. dubna 1925)
- 1998 – Anton Stankowski, německý malíř, grafik a fotograf (* 18. června 1906)
- 2000 – Nathaniel Richard Nash, americký dramatik (* 7. června 1913)
- 2002 – Les Costello, americký hokejista (* 16. února 1928)
- 2003 – Ahmadou Kourouma, frankofonní spisovatel z Pobřeží slonoviny (* 24. listopadu 1927)
- 2007 – Karel Ludvík Habsbursko-Lotrinský, pátý potomek rakouského císaře Karla I. (* 10. března 1918)
- 2011 – John Patrick Foley, americký kardinál (* 11. listopadu 1935)
- 2012
  - Ravi Šankar, indický hudebník (* 7. dubna 1920)
  - Galina Višněvskaja, ruská operní pěvkyně (* 25. října 1926)
  - Peter Bzdúch, slovenský herec (* 28. března 1955)
- 2013 – Kate Barry, anglická fotografka (* 8. dubna 1967)
- 2022 – Angelo Badalamenti, americký skladatel italského původu (* 22. března 1937)

## Svátky

### Česko
- Dana
- Danuše, Danuta, Danica
- Hostivít, Hostislav
- Arpád

### Svět
- Mezinárodní den hor
- Burkina Faso: Den republiky

### Liturgický kalendář
- Damasus I.
- Tassilo III. Bavorský

| 11. prosinec v pražském KlementinuÚdaje jsou platné k 29. 4. 2025. | 11. prosinec v pražském KlementinuÚdaje jsou platné k 29. 4. 2025. | 11. prosinec v pražském KlementinuÚdaje jsou platné k 29. 4. 2025. |
| minimum                                                            | denní průměr                                                       | maximum                                                            |
| ------------------------------------------------------------------ | ------------------------------------------------------------------ | ------------------------------------------------------------------ |
| −16,8 °C (1902)                                                    | 2,6 °C (od 1961)                                                   | 16,2 °C (1915)                                                     |